# طريق تجاري

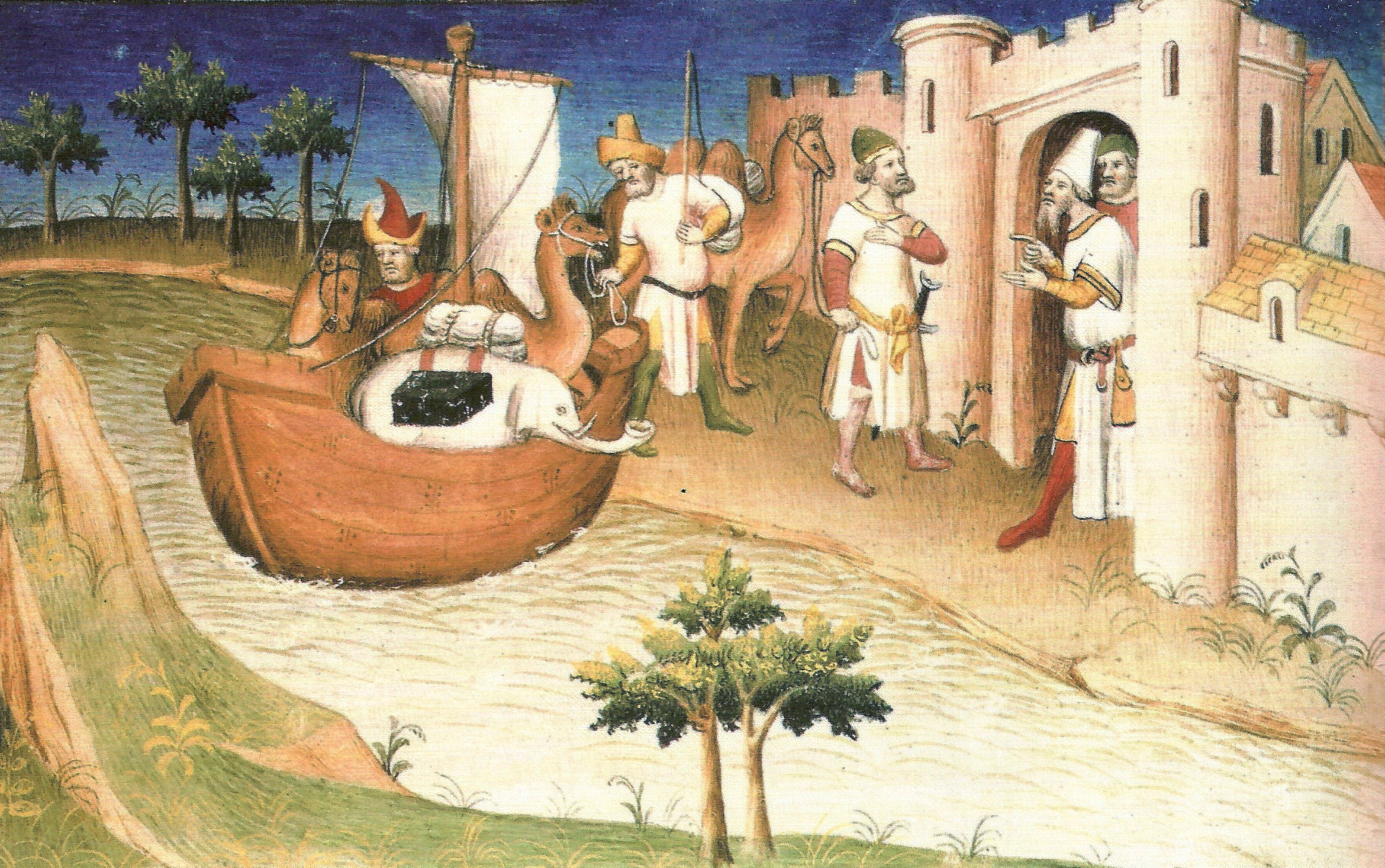

الطرق التجارية هي شبكة تربط الأسواق التجارية في الحواضر والمدن مع بعضها بسلسلة لنقل البضائع والسلع التجارية سواء عن طريق البر أو البحر؛ ويتفرع عن الطريق التجاري الرئيس شبكات من الطرق الفرعية الصغيرة.
كانت الطرق تسمى عادة بالسلعة التي يتاجر بها؛ ومن بين الطرق التجارية المعروفة طريق الحرير وطريق الكهرمان، وطريق التوابل خاصة في العصور الوسطى.
كما نشأت في أوروبا تكتلات ومنظمات مثل الرابطة الهانزية بهدف حماية مصالح التجار، مما أدى إلى ازدهارها.
مع تطور وسائل النقل واختلاف أسلوب العلاقات السياسية والتجارية بين الدول أخذت الطرق التجارية شكلاً مختلفاً عما كان عليه الحال في العالم القديم ووفق اتفاقيات التجارة الحرة دون قيود. تتضمن ابتكارات النقل في الأيام الحديثة، النقل بخطوط الأنابيب وطرق السكك الحديدية وطرق السيارات والشحن الجوي.

## نشأة الطرق الأولى

### النشأة الأولى
نشأت الطرق التجارية ذات المسافات الطويلة في العصر النحاسي. شهدت الفترة الممتدة من منتصف الألفية الثانية قبل الميلاد إلى بداية الحقبة العامة وجود مجتمعات في جنوب شرق آسيا وغرب آسيا وحوض المتوسط والصين وشبه القارة الهندية، تُنشئ شبكات نقل تجارية كبيرة.
كان التحميل واستئناس الحيوانات التي تجر الأحمال أحد الوسائل الحيوية التي سهلت التجارة لمسافات طويلة. كان يمكن للقوافل المنظمة، التي ظهرت بحلول الألفية الثانية قبل الميلاد، حمل البضائع عبر مسافات طويلة إذ كان العلف متوفرًا في معظم الأحيان على طول الطريق. سمح استئناس الجمال للقبائل العربية بالسيطرة على عمليات التجارة ذات المسافات الطويلة في مجال البهارات والحرير من الشرق الأقصى إلى شبه الجزيرة العربية. كانت المقطورات مجدية في التجارة لمسافات الطويلة ويرجع السبب بمعظمه إلى أنها حملت بضائع فاخرة، إذ لم يكن نقل البضائع الرخيصة عبر مسافات طويلة مُربحًا لمتعهدي المقطورات. مع التطورات الفعالة في تقنيات الحديد والبرونز، بدأت طرق تجارية أحدث – تنشر ابتكارات الحضارات – بالظهور.

### التجارة البحرية
كانت الملاحة البحرية معروفة في الحضارة السومرية بين الألفيتين الثالثة والرابعة قبل الميلاد. امتلك المصريون طرق تجارية عبر البحر الأحمر، يستوردون البهارات من «أرض البنط» (شرق أفريقيا) ومن شبه الجزيرة العربية.
كان من بين الدلائل الأولى على التجارة البحرية في آسيا، شبكات تجارة العصر الحجري الحديث (أو العصر النيوليثي) الخاصة بالشعوب الأسترونيزية، الذين كانوا أول من اخترع سفن عابرة للمحيطات، ومن بين المواد المُتاجر بها قطع لينغ لينغ-أو من حجر اليشم المصنعة في الفلبين وتايوان وجنوب فيتنام وشبه جزيرة تايلاند. كان هناك أيضًا طرق ذات مسافات طويلة خاصة بالتجار الأسترونيزيين من إندونيسيا وماليزيا، تربط الصين مع جنوب آسيا والشرق الأوسط منذ ما لا يقل عن 1000 إلى 600 عام قبل الميلاد. سهلت انتشار بهارات جنوب شرق آسيا والبضائع الصينية إلى الغرب، بالإضافة إلى انتشار الهندوسية والبوذية إلى الشرق. عُرف الطريق لاحقًا بطريق الحرير البحري. لاتزال العديد من التقنيات الأسترونيزية مثل الزوارق ذات المجاديف والقطمران، بالإضافة إلى مصطلحات السفن الأسترونيزية، موجودة في الثقافات الساحلية للمحيط الهندي.
كانت التجارة البحرية عبارة عن تجارة ساحلية آمنة أكثر وتطورت مع استغلال الرياح الموسمية، وسرعان ما نتج عن ذلك تجارة تعبر الحدود كبحر العرب وخليج البنغال. امتلكت منطقة جنوب آسيا العديد من طرق التجارة البحرية التي وصلتها بجنوب شرق آسيا، لذلك كان من الصعب أن يؤدي التحكم بطريق واحد إلى احتكار الطرق البحرية. كانت الصلات الهندية مع دول عدة من جنوب شرق آسيا السبب في إبعادها عن العقبات الموجودة على الطرق الأخرى. من خلال الاستفادة من طرق التجارة البحرية، أصبحت تجارة السلع الأساسية بالجملة متاحة للرومان في القرن الثاني قبل الميلاد. كان يمكن لسفينة تجارية رومانية أن تجول البحر المتوسط خلال شهر، بواحد على ستين من كلفة تجولهم على الطرق البرية.

### طرق تجارية بارزة
تقع شبه جزيرة الأناضول على الأراضي التي تمر منها الطرق التجارية البرية من آسيا إلى أوروبا بالإضافة إلى الطريق البحري من البحر المتوسط إلى البحر الأسود. تدل السجلات التاريخية من القرن التاسع قبل الميلاد إلى وجود مستعمرة تجارية أشورية في كانيش، كبادوكيا (اليوم، في تركيا الحديثة). تضمنت الشبكات التجارية للعالم القديم، طريق غراند ترنك (طريق ترنك الكبير) الهندي وطريق البخور التابع لشبه الجزيرة العربية. بُنيت شبكة نقل من طرق سريعة صلبة من خرسانة مصنوعة من الرماد البركاني والكلس، من قِبل الرومان عام 312 قبل الميلاد، خلال عهد الرقيب الروماني أبيوس كلاوديوس كراسوس كيكوس. دخلت أجزاء من دول البحر المتوسط وبريطانيا الرومانية ونظام شبكة نهر دجلة والفرات وشمال أفريقيا، ضمن نطاق هذه الشبكة في مرحلة ما من تاريخهم.

وفقًا لروبرت آلن دينمارك (2000):
«شكّل انتشار شبكات التجارة الحضرية، وامتدادها على طول الخليج الفارسي وشرق المتوسط، بنية جزيئية معقدة من البؤر الإقليمية، كان هذا بالإضافة إلى المناطق المختلفة المركزية والمحيطية التي تربط سلسلة من الحضارات المتفاعلة (تشكلت في الأصل حول بلاد الرافدين): بلاد الرافدين، ومصر، ووادي السند؛ بعدها أيضًا سوريا ووسط الأناضول (الحيثيون) وإيجية (الحضارة المينوسية ويونان الموكيانية). علاوة على ذلك، كان هناك جانب لا يتضمن مناطق ذات مناخ معتدل فحسب مثل أوروبا، لكن أيضًا السهوب الأوراسية الجافة. كان هذا نظام عالمي بحق، ومع ذلك كان مقتصرًا على جزء محدود من العالم الغربي القديم. في حين أن كل حضارة شددت على استقلاليتها الأيدولوجية، إلا أنهم كانوا جميعًا جزءًا متفاعلًا من عالم مشترك».  
كانت هذه الطرق – تنشر الدين والتجارة والتكنولوجيا – ذات أهمية تاريخية لنمو الحضارة المدنية. تُعزى درجة تطور المدن ومستوى تكاملها مع نظام عالمي أكبر، إلى موقعها في شبكات نقل نشطة متنوعة.

## طرق تجارية تاريخية

### طرق برية ومائية مختلطة

#### طريق البخور
كان طريق البخور بمثابة قناة لتجارة البضائع الهندية والعربية والشرق آسيوية. ازدهرت تجارة البخور من جنوب شبه الجزيرة العربية إلى حوض المتوسط بين القرن الثالث قبل الميلاد والقرن الثاني بعد الميلاد تقريبًا. كانت هذه التجارة هامة لاقتصاد اليمن واعتُبرت شجرتي اللبان والمر كمصدر للثروة من قِبل حكامها.
من الممكن أن يكون بطليموس الثاني فيلادلفوس، إمبراطور المملكة البطلمية في مصر، قد شكل تحالفًا مع مملكة لحيان في سبيل تأمين طريق البخور في ديدان، وبالتالي إعادة توجيه طريق تجارة البخور من ديدان على طول ساحل البحر الأحمر إلى مصر. يربط آي. إي. إس. إدواردز الحرب السورية الإفرايمية إلى رغبة بني إسرائيل والآراميين بالسيطرة على النهاية الشمالية لطريق البخور، والذي سار صعودًا من جنوب شبه الجزيرة العربية، وكان من الممكن صده من قِبل السلطة الحاكمة في شرق الأردن.
تحكمت مدينة جرهاء – كانت مأهولة من قِبل الكلديين المنفيين من بابل – في طرق تجارة البخور عبر شبه الجزيرة العربية إلى البحر المتوسط ومارست السيطرة على تجارة العطور إلى بابل في القرن الأول قبل الميلاد. مارس الأنباط السيطرة على الطرق الموجودة على طول طريق البخور، وكانت سيطرتهم موضع تحدي – دون نجاح – من قِبل أنتيغونوس الأول مونوفثالموس، إمبراطور سوريا. ازدادت سيطرة الأنباط على التجارة أكثر وانتشرت في عدة اتجاهات.
أدى استبدال اليونان بالإمبراطورية الرومانية بوصفها الجهة المسؤولة عن حوض المتوسط، إلى استئناف التجارة المباشرة مع الشرق وإزالة الضرائب المستخلصة سابقًا من قِبل وسطاء الجنوب. وفقًا لميلو كيرني (2003) «احتجاجًا على ذلك شن العرب الجنوبيون هجمات قرصنة على السفن الرومانية في خليج عدن. في ردهم، دمر الرومان عدن وفضلوا ساحل الحبشة الغربي للبحر الأحمر». أبحرت السفن الهندية إلى مصر إذ لم تكن الطرق البحرية لجنوب آسيا تحت سيطرة قوة واحدة.    